# Torneo de Hong Kong 2016
El Hong Kong Open 2016 es un torneo de tenis profesional jugado en canchas duras. Esta es la séptima edición del torneo, que es parte de la WTA Tour 2016.

## Cabeza de serie

### Individual
| Tenista            | Ranking | Preclasificada |
| Angelique Kerber   | 1       | 1              |
| Venus Williams     | 13      | 2              |
| Johanna Konta      | 14      | 3              |
| Samantha Stosur    | 18      | 4              |
| Caroline Wozniacki | 22      | 5              |
| Caroline Garcia    | 25      | 6              |
| Jelena Janković    | 37      | 7              |
| Daria Gavrilova    | 49      | 8              |

- Ranking del 3 de octubre de 2015

### Dobles
| Tenista                           | Ranking | Preclasificada |
| Chan Hao-ching Chan Yung-jan      | 18      | 1              |
| Andreja Klepač Katarina Srebotnik | 54      | 2              |
| Liang Chen Yang Zhaoxuan          | 98      | 3              |
| Shuko Aoyama Makoto Ninomiya      | 114     | 4              |

## Campeonas

### Individual Femenino
Caroline Wozniacki venció a  Kristina Mladenovic por 6-1, 6-7(4), 6-2

### Dobles Femenino
Hao-Ching Chan /  Yung-Jan Chan vencieron a  Naomi Broady /  Heather Watson por 6-3, 6-1